# Tahoe Air
Tahoe Air foi uma companhia aérea com sede em Nevada, Estados Unidos. Operou voos entre South Lake Tahoe, São José e Los Angeles.

## Frota
A frota da Tahoe Air consistia nas seguintes aeronaves:
| Aeronaves      | Total | Notas |
| -------------- | ----- | ----- |
| Boeing 737-200 | 1     |       |
| Total          | 1     |       |